# فرعون (فیلم)
فرعون (لهستانی: Faraon) یک فیلم درام لهستانی به کارگردانی یژی کاوالروویچ است که در سال ۱۹۶۶ منتشر شد.

## بازیگران
- یژی زلنیک
- باربارا بریسکا
- کاژیمیش اوپالینسکی
- ویسواوا مازورکیویچ
- اوا کشژفسکا
- برونیسواو دارجینسکی
- ریشارد رونچفسکی
- یاروسواف اسکولسکی
- استانیسواف میلسکی
- کریستینا میکووایفسکا
- لشک خردگن
- پیوتر پاوئوفسکی
- میه‌چیسواف وُیت